# 新倉敷站
新倉敷站（日语：／ Shin-kurashiki eki */?）是位於日本岡山縣倉敷市玉島爪崎，由西日本旅客鐵道（JR西日本）所經營的鐵路車站鐵路車站。有山陽新幹線及山陽本線在此交會，為JR西日本設有站長的直營車站，但屬於倉敷車站的被管理車站。
本站為倉敷市玉島地域唯一的鐵路車站，不過位於玉島地區的主要市區北側約2.5公里處，本站周邊則逐漸發展為新市區。

## 歷史
最初名為「玉島車站」，於1891年7月14日隨著當時「山陽鐵道」自倉敷車站往西延伸至笠岡車站時一同啟用；山陽鐵道在1906年被收歸國有後，於1909年正式訂名為山陽本線。
1960年代山陽新幹線規劃時期，曾分別評估利用倉敷車站、西阿知車站及本站作為新幹線車站，最終在土地取得的考量下選定本站作為新幹線車站；山陽新幹線於1975年通車後，本站除了同時更名為「新倉敷車站」，也啟用跨站式站房。
1987年配合國鐵分割民營化交由西日本旅客鐵道營運。2007年起全面導入新的閘機，開始可以使用非接觸式的智慧卡車票「ICOCA」。

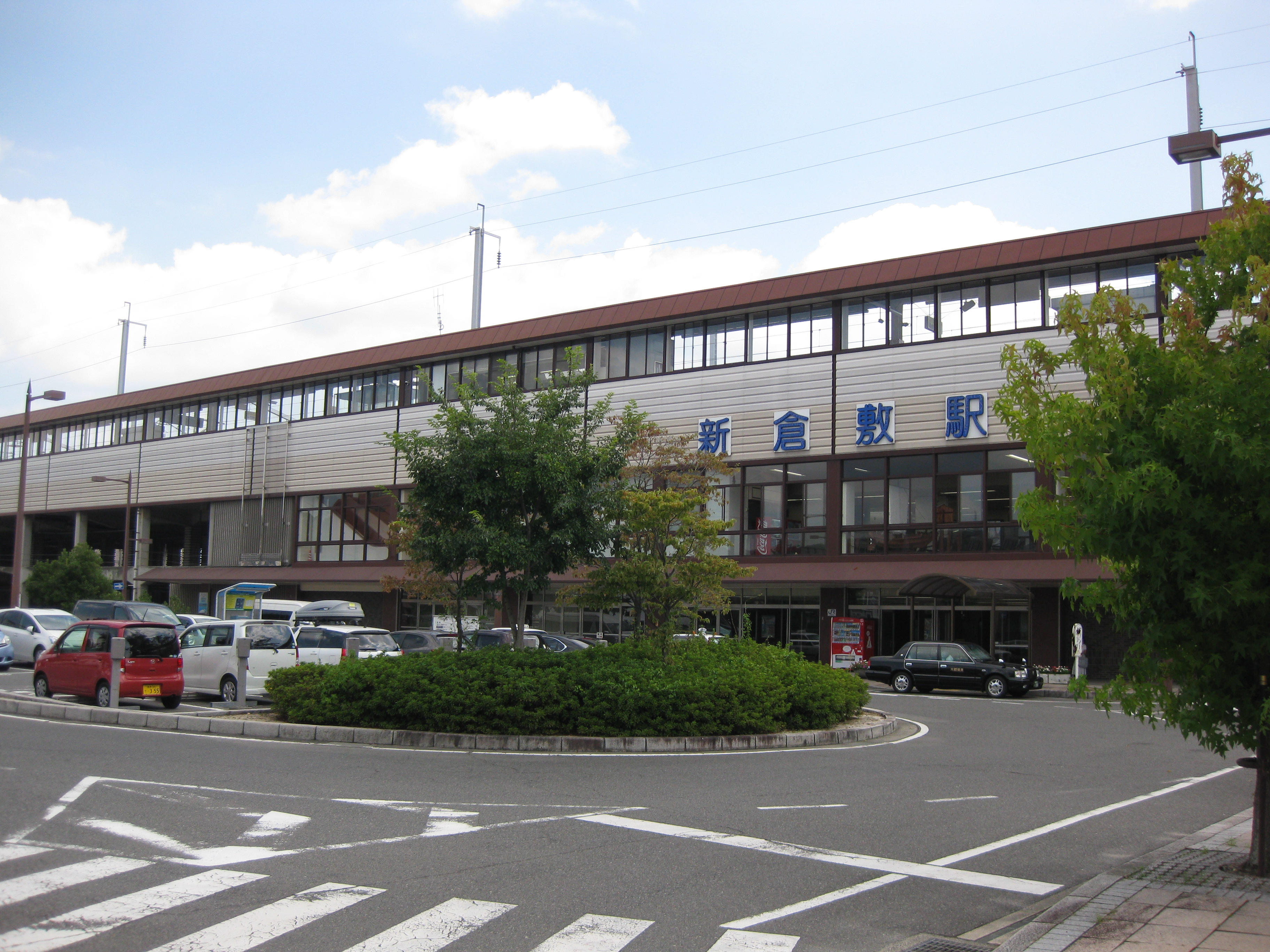
新倉敷車站北口
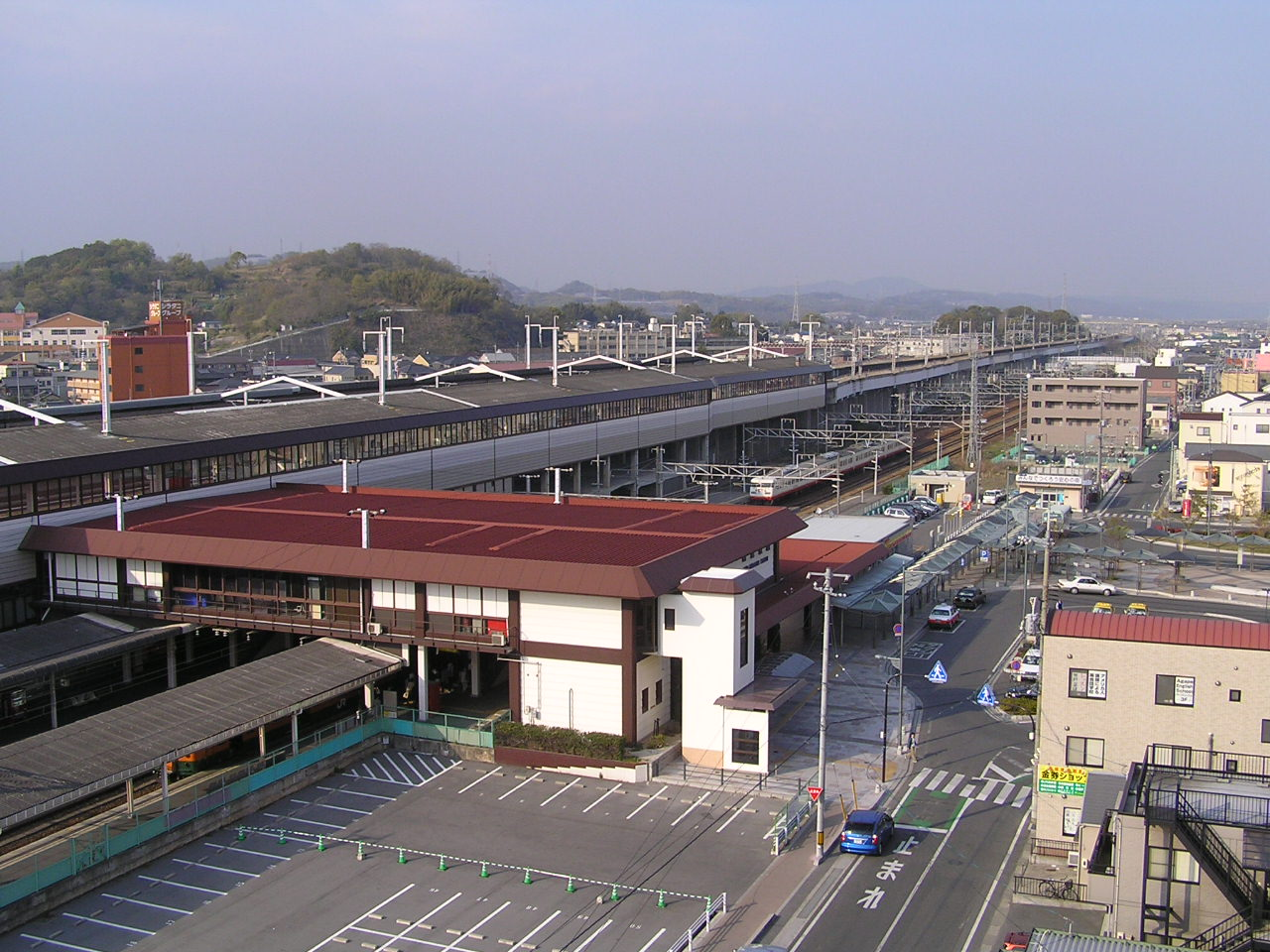
新倉敷車站南側全景

## 車站構造
為同時具有跨站式站房的地面車站及高架車站，一樓為在來線月台，二樓為閘機口與大堂，三樓為新幹線月台；除了在來線與新幹線分別設有各自的閘口外，在兩之間也設有可以直接相互轉乘的閘口。

### 新幹線
新幹線月台位於三樓，為可對應16節編組列車（月台長410米）的2面2線高架側式月台，在中間也有可讓列車通過的2線通過線。
| 月台 | !路線      | 方向 | 目的地             |
| ---- | ---------- | ---- | ------------------ |
| 1    | 山陽新幹線 | 下行 | 往廣島、博多方向   |
| 2    | 山陽新幹線 | 上行 | 往新大阪、東京方向 |

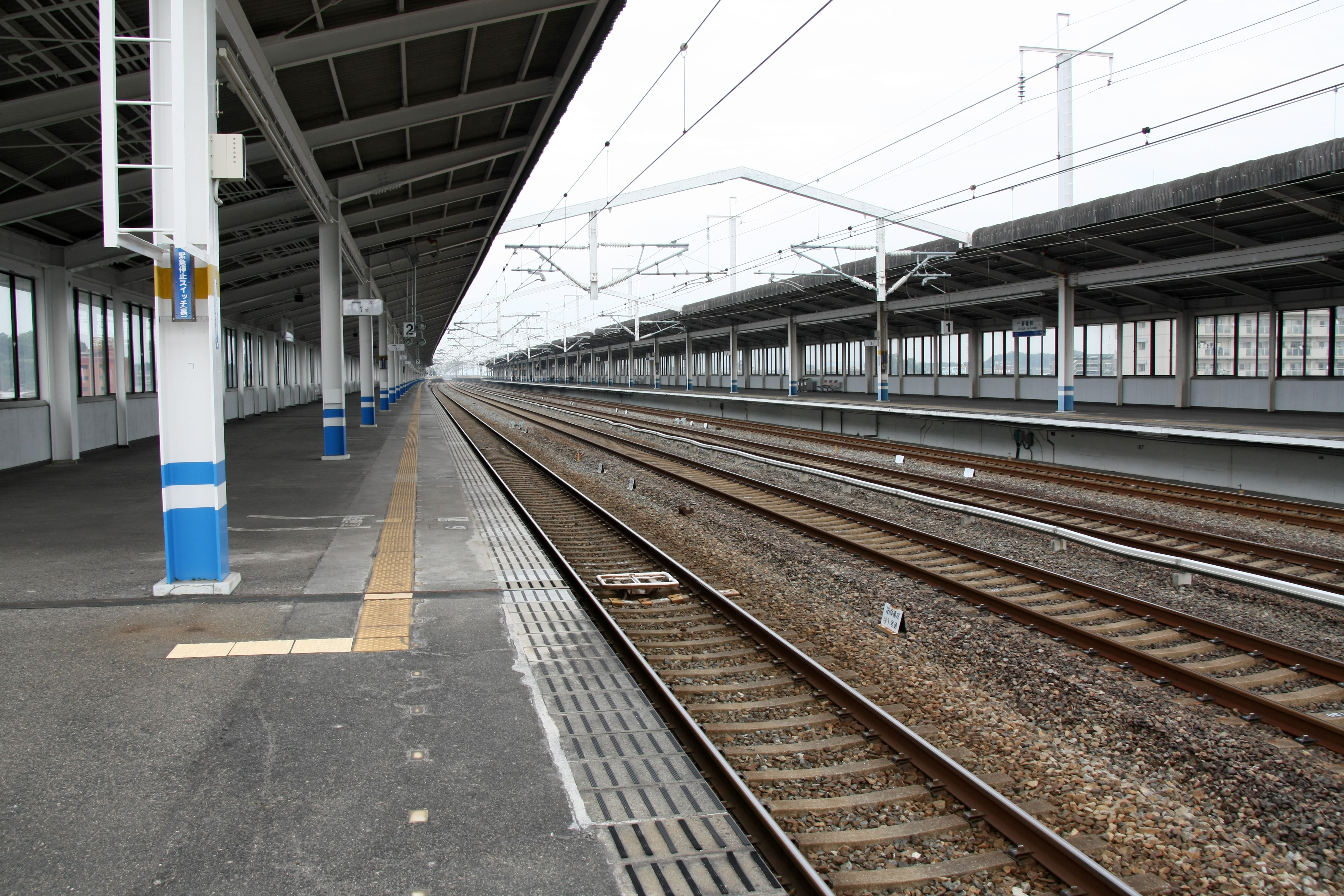
新幹線使用的一號、二號月台

### 在來線
在來線月台位於一樓，設有1面1線的側式月台及1面2線的島式月台，山陽本線的列車主要使用3號及4號月台，在兩座月台之間設有由回廠列車與貨物列車使用的無月台中線（待避線）。
| 月台 | 路線     | 方向 | 目的地           |
| ---- | -------- | ---- | ---------------- |
| 3    | 山陽本線 | 下行 | 往福山、尾道方向 |
| 4、5 | 山陽本線 | 上行 | 往倉敷、岡山方向 |

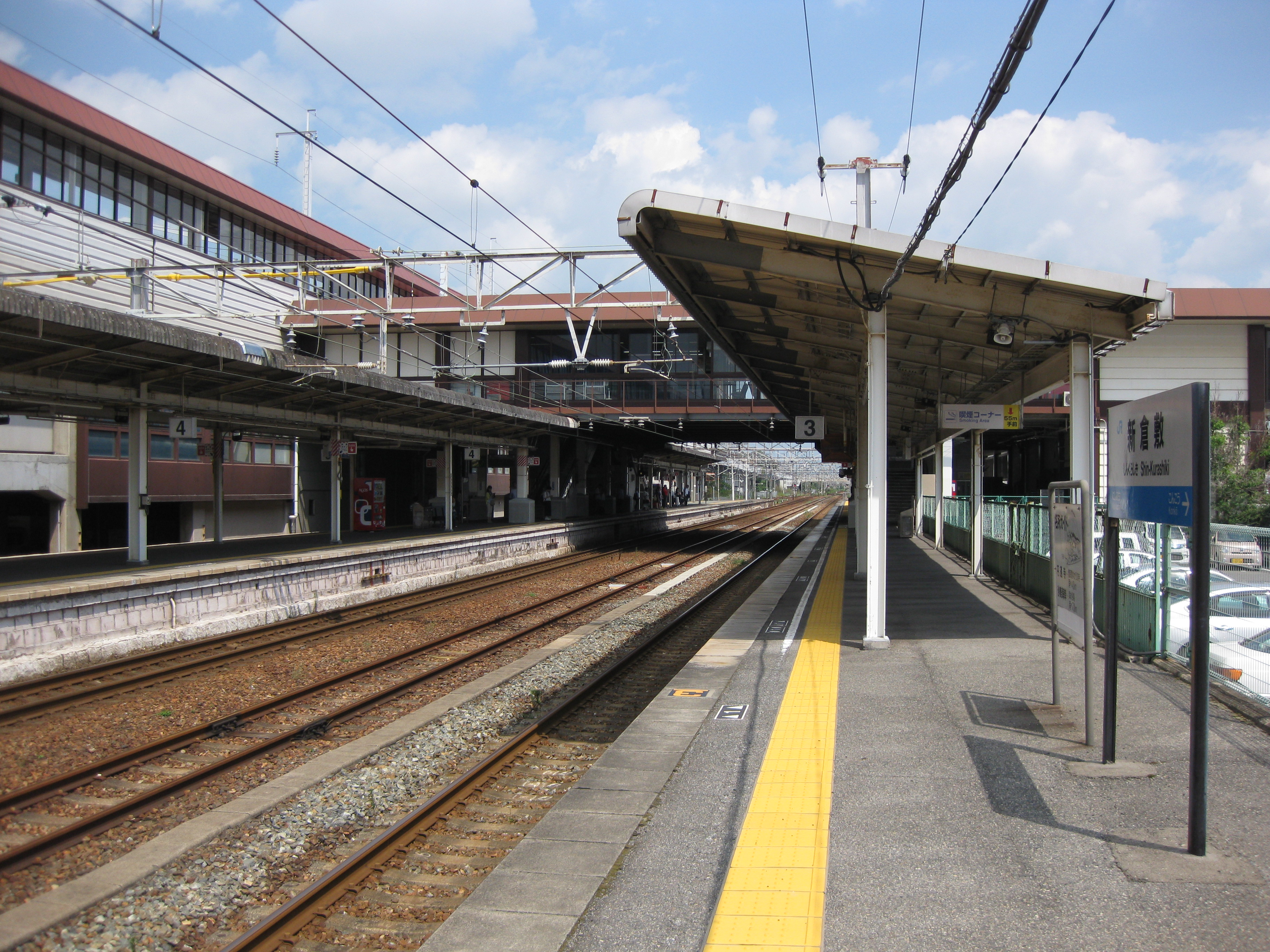
山陽本線往福山、尾道方向使用的三號月台
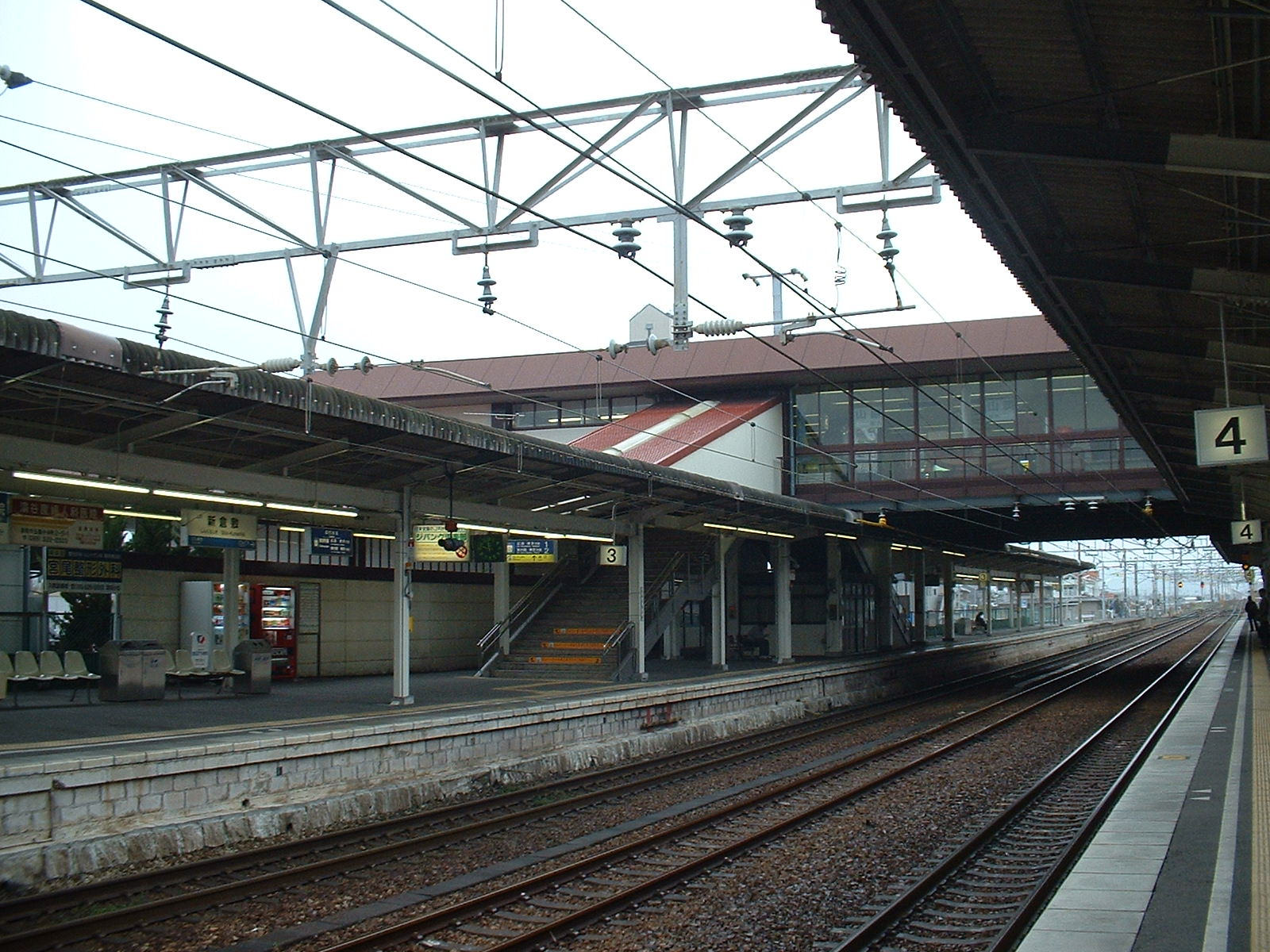
山陽本線往倉敷、岡山方向使用的四號月台

## 相鄰車站
西日本旅客鐵道
山陽新幹線
岡山－新倉敷－福山
 山陽本線
■普通
西阿知－新倉敷－金光

## 外部連結
- （日語） JR西日本（新倉敷站） （页面存档备份，存于）